# Internationale Filmfestspiele von Venedig 2019
Die 76. Internationalen Filmfestspiele von Venedig (italienisch 76. Mostra Internazionale d’Arte Cinematografica) wurden vom 28. August bis zum 7. September 2019 am Lido veranstaltet. Sie zählen neben der Berlinale und den Internationalen Filmfestspielen von Cannes zu den drei bedeutendsten A-Festivals der Welt und standen zum achten Mal unter der Leitung von Alberto Barbera.
Als Eröffnungsfilm wurde der französische Film La Vérité – Leben und lügen lassen von Hirokazu Koreeda mit Catherine Deneuve, Juliette Binoche und Ethan Hawke gezeigt. Erstmals seit 2012 wurde damit kein US-amerikanischer Film (inkl. Koproduktionen) für den Eröffnungsabend ausgewählt. Als Abschlussfilm wurde The Burnt Orange Heresy von Giuseppe Capotondi aufgeführt.
Jurypräsidentin des Internationalen Wettbewerbs, in dem unter anderem der Goldene Löwe für den besten Film des Festivals vergeben wird, war die argentinische Regisseurin und Drehbuchautorin Lucrecia Martel. Als Moderatorin der Auftaktzeremonie und der abschließenden Preisgala wurde die italienische Schauspielerin Alessandra Mastronardi ausgewählt.
Die britische Schauspielerin Julie Andrews und der spanische Regisseur Pedro Almodóvar wurden mit dem Goldenen Löwen als Ehrenpreis für ein Lebenswerk ausgezeichnet.
Am 27. August 2019, dem Abend vor der Eröffnung, wurde im Rahmen des Pre-opening events der Film Ekstase (1933) des tschechischen Regisseurs Gustav Machatý mit Hedy Lamarr gezeigt. Der Film wurde vom Prager Filmarchiv Narodni Filmovy archiv mit Beitrag des Filmarchivs Austria restauriert. Ziel der Restaurierung war eine originalgetreue Version des Films in tschechischer Sprache wie jene, die bei den Filmfestspielen 1934 gezeigt worden war.

## Offizielle Sektionen

### Wettbewerb

#### Jury

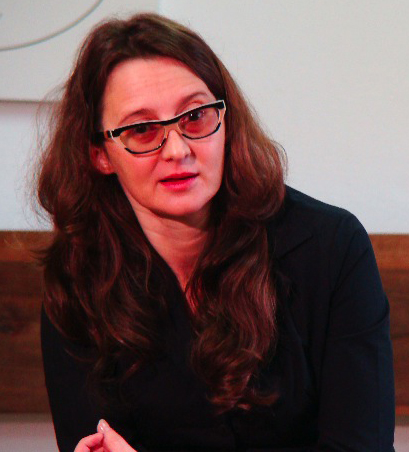
Lucrecia Martel (2008)

Jurypräsidentin der Filmfestspiele von Venedig 2019 war die argentinische Filmregisseurin und Drehbuchautorin Lucrecia Martel, die zuvor bei den 65. Filmfestspielen von Venedig 2008 schon einmal Mitglied der Jury war.
Der Jurypräsidentin standen bei der Vergabe der Preise folgende sechs Jurymitglieder zur Seite:
- Piers Handling, kanadischer Filmhistoriker und -kritiker
- Mary Harron, kanadische Regisseurin und Drehbuchautorin
- Stacy Martin, französisch-britische Schauspielerin
- Rodrigo Prieto, mexikanisch-US-amerikanischer Kameramann
- Tsukamoto Shinya, japanischer Regisseur und Schauspieler
- Paolo Virzì, italienischer Regisseur, Filmproduzent und Drehbuchautor

Statt Mary Harron (zuvor für die Sektion Orizzonti eingeladen) war ursprünglich die australische Filmemacherin Jennifer Kent als Jurymitglied vorgesehen. Aufgrund einer Familienangelegenheit trat Kent wenige Tage vor Festivalbeginn von der Einladung zurück.

#### Konkurrenten um den Goldenen Löwen
Das offizielle Programm für die 76. Auflage des Festivals wurde auf der Pressekonferenz am 25. Juli 2019 präsentiert. 21 Langfilme konkurrierten im Wettbewerb um den Goldenen Löwen.
| Film                                                | Internationaler Titel                     | Regie             | Land                            |
| --------------------------------------------------- | ----------------------------------------- | ----------------- | ------------------------------- |
| Ad Astra – Zu den Sternen                           | Ad Astra                                  | James Gray        | USA                             |
| Milla Meets Moses                                   | Babyteeth                                 | Shannon Murphy    | Australien                      |
| Ema                                                 | Ema                                       | Pablo Larraín     | Chile                           |
| Gloria Mundi – Rückkehr nach Marseille              | Gloria Mundi                              | Robert Guédiguian | Frankreich, Italien             |
| Guest of Honour                                     | Guest of Honour                           | Atom Egoyan       | Kanada                          |
| A Herdade                                           | The Domain                                | Tiago Guedes      | Portugal, Frankreich            |
| J’accuse                                            | An Officer and a Spy                      | Roman Polański    | Frankreich, Italien             |
| Joker                                               | Joker                                     | Todd Phillips     | USA                             |
| Die Geldwäscherei                                   | The Laundromat                            | Steven Soderbergh | USA                             |
| La mafia non è più quella di una volta              | The Mafia Is No Longer What It Used to Be | Franco Maresco    | Italien                         |
| Marriage Story                                      | Marriage Story                            | Noah Baumbach     | USA                             |
| Martin Eden                                         | Martin Eden                               | Pietro Marcello   | Italien, Frankreich             |
| Il sindaco del Rione Sanità                         | The Mayor of Rione Sanità                 | Mario Martone     | Italien                         |
| Jì yuán tái qī hào (繼園臺七號)                     | No. 7 Cherry Lane                         | Yonfan            | Hongkong                        |
| Nabarvené ptáče                                     | The Painted Bird                          | Václav Marhoul    | Tschechien, Slowakei, Ukraine   |
| Die perfekte Kandidatin                             | The Perfect Candidate                     | Haifaa al-Mansour | Saudi-Arabien, Deutschland      |
| Lán xīn dà jùyuàn (兰心大剧院)                      | Saturday Fiction                          | Lou Ye            | China                           |
| Über die Unendlichkeit                              | About Endlessness                         | Roy Andersson     | Schweden, Deutschland, Norwegen |
| La Vérité – Leben und lügen lassen (Eröffnungsfilm) | La Vérité                                 | Hirokazu Koreeda  | Japan, Frankreich               |
| Waiting for the Barbarians                          | Waiting for the Barbarians                | Ciro Guerra       | Italien                         |
| Wasp Network                                        | Wasp Network                              | Olivier Assayas   | Frankreich, Belgien             |

#### Außer Konkurrenz
| Film                                    | Regie                    | Land                     |
| --------------------------------------- | ------------------------ | ------------------------ |
| Adults in the Room                      | Costa-Gavras             | Frankreich, Griechenland |
| The Burnt Orange Heresy (Abschlussfilm) | Giuseppe Capotondi       | USA, Italien             |
| The King                                | David Michôd             | UK, Ungarn               |
| Mosul                                   | Matthew Michael Carnahan | USA                      |
| Jean Seberg – Against all Enemies       | Benedict Andrews         | USA                      |
| Tutto il mio folle amore                | Gabriele Salvatores      | Italien                  |
| Vivere                                  | Francesca Archibugi      | Italien                  |

| Film                                                   | Regie                                     | Land                 |
| ------------------------------------------------------ | ----------------------------------------- | -------------------- |
| 45 Seconds of Laughter                                 | Tim Robbins                               | USA                  |
| Citizen K                                              | Alex Gibney                               | USA                  |
| Citizen Rosi                                           | Didi Gnocchi und Carolina Rosi            | Italien              |
| Kollektiv – Korruption tötet                           | Alexander Nanau                           | Rumänien, Luxemburg  |
| I diari di Angela – Noi due cineasti. Capitolo secondo | Yervant Gianikian und Angela Ricci Lucchi | Italien              |
| The Kingmaker                                          | Lauren Greenfield                         | USA                  |
| Il pianeta in mare                                     | Andrea Segre                              | Italien              |
| Roger Waters: Us + Them                                | Roger Waters                              | UK                   |
| State Funeral                                          | Sergei Loznitsa                           | Niederlande, Litauen |
| Woman                                                  | Yann Arthus-Bertrand und Anastasia Mikova | Frankreich           |

| Film                                                   | Regie                 | Land                                  |
| ------------------------------------------------------ | --------------------- | ------------------------------------- |
| Electric Swan                                          | Konstantina Kotzamani | Frankreich, Griechenland, Argentinien |
| Eyes Wide Shut                                         | Stanley Kubrick       | USA, UK                               |
| Irreversibel                                           | Gaspar Noé            | Frankreich                            |
| Never Just a Dream: Stanley Kubrick And Eyes Wide Shut | Matt Wells            | UK                                    |
| The New Pope                                           | Fernsehserie          | Italien, USA                          |
| No One Left Behind                                     | Guillermo Arriaga     | Mexiko                                |
| ZeroZeroZero                                           | Fernsehserie          | Italien, Frankreich                   |

Special Event
- Goodbye, Dragon Inn – Tsai Ming-liang

### Orizzonti

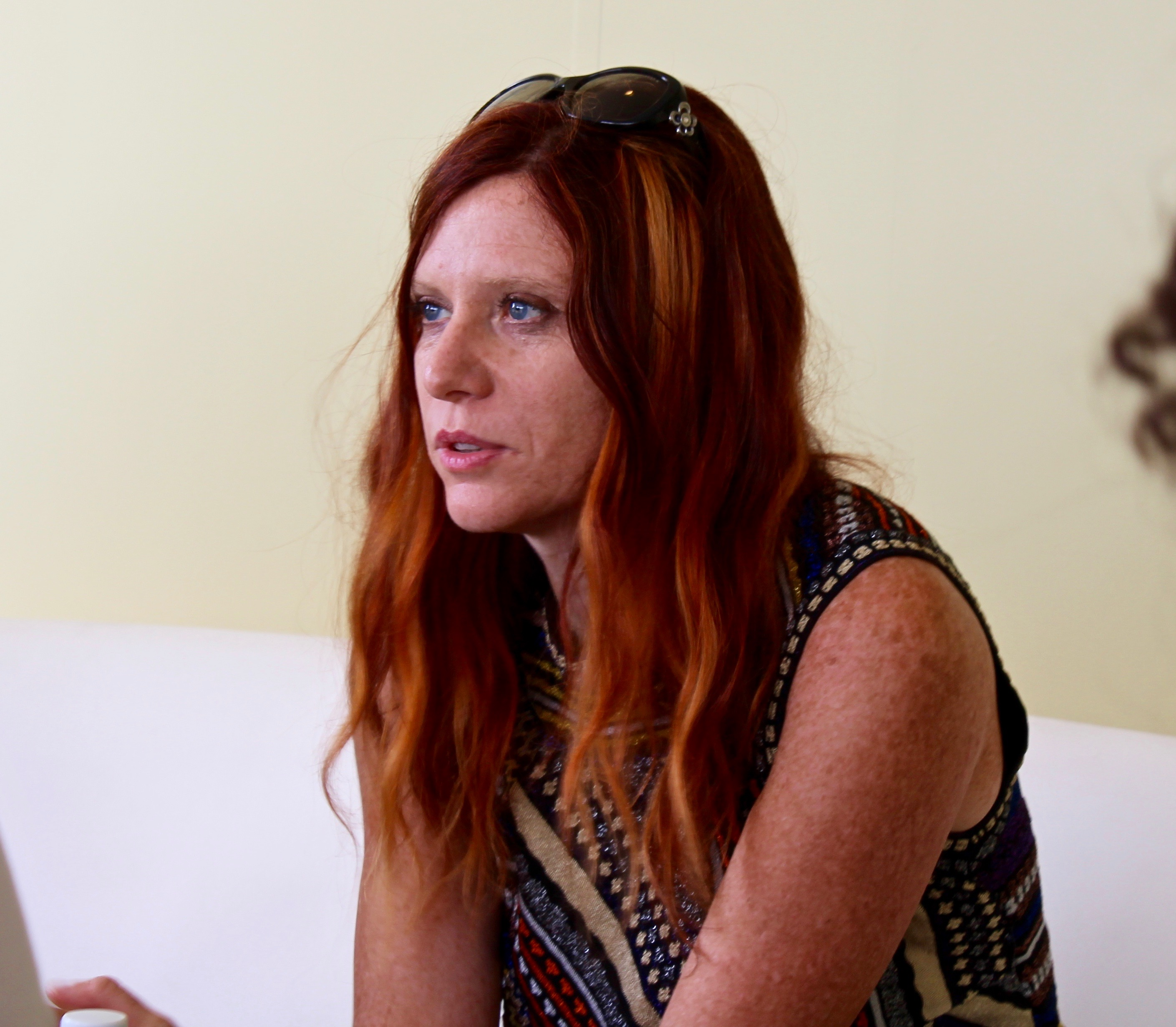
Susanna Nicchiarelli führt den Juryvorsitz der Sektion Orizzonti.

Den Vorsitz der Jury hatte die italienische Regisseurin Susanna Nicchiarelli inne. Weitere Jurymitglieder waren:
- Mark Adams, britischer Filmkritiker, Leiter des Edinburgh International Film Festival
- Rachid Bouchareb, französischer Filmregisseur
- Álvaro Brechner, uruguayischer Regisseur
- Eva Sangiorgi, italienische Kulturmanagerin

Brechner wurde nachträglich kurz vor Festivalbeginn in die Jury eingeladen, nachdem Mary Harron in die Jury des Internationalen Wettbewerbs um den Goldenen Löwen gewechselt war.
| Film                 | Regie                   | Land                                    |
| -------------------- | ----------------------- | --------------------------------------- |
| Atlantis             | Walentyn Wassjanowytsch | Ukraine                                 |
| Bik eneich – Un fils | Mehdi M. Barsaoui       | Tunesien, Frankreich, Libanon, Katar    |
| Blanco en blanco     | Theo Court              | Spanien, Chile, Frankreich, Deutschland |
| Borot’mokmedi        | Dmitry Mamuliya         | Georgien, Russland                      |
| Chola                | Sasidharan Sanal Kumar  | Indien                                  |
| Giants Being Lonely  | Great Patterson         | USA                                     |
| Hava, Maryam, Ayesha | Sahara Karimi           | Afghanistan                             |
| Madre                | Rodrigo Sorogoyen       | Spanien, Frankreich                     |
| Mes jours de gloire  | Antoine De Bary         | Frankreich                              |
| Metri shisho nim     | Saeed Roustaee          | Iran                                    |
| Moffie               | Oliver Hermanus         | Südafrika                               |
| Nevia                | Nunzia De Stefano       | Italien                                 |
| Pelikanblut          | Katrin Gebbe            | Deutschland, Bulgarien                  |
| Qiqiu                | Pema Tseden             | China                                   |
| Revenir              | Jessica Palud           | Frankreich                              |
| Rialto               | Peter Mackie Burns      | Irland                                  |
| Sole                 | Carlo Sironi            | Italien                                 |
| Verdict              | Raymund Ribas Gutierrez | Philippinen                             |
| Zumiriki             | Oskar Alegria           | Spanien                                 |

| Film                                           | Regie                             | Land                    |
| ---------------------------------------------- | --------------------------------- | ----------------------- |
| Cães que ladram aos pássaros                   | Leonor Teles                      | Portugal                |
| Le coup des larmes                             | Clémence Poésy                    | Frankreich              |
| Darling                                        | Saim Sadiq                        | Pakistan, USA           |
| Delphine                                       | Chloé Robichaud                   | Kanada                  |
| The Diver                                      | Jamie Helmer und Michael Leonard  | Frankreich, Australien  |
| Fiebre austral                                 | Thomas Woodroffe                  | Chile                   |
| Give Up the Ghost                              | Zain Duraie                       | Jordanien, Schweden     |
| Kingdom Come                                   | Sean Robert Dunn                  | UK                      |
| Morae                                          | Kim Kyung-rae                     | Südkorea                |
| Nach zwei Stunden waren zehn Minuten vergangen | Steffen Goldkamp                  | Deutschland             |
| Sh_t Happens                                   | David Štumpf und Michaela Mihályi | Tschechien, Slowakei    |
| Supereroi senza superpoteri                    | Beatrice Baldacci                 | Italien                 |
| Roqaia                                         | Diana Saqeb Jamal                 | Afghanistan, Bangladesh |

Außer Konkurrenz
- Condor One – Regie: Kevin Jerome Everson (USA)
- GUO4 – Regie: Peter Strickland (Ungarn)

### Venezia Classici
Die Reihe Venezia Classici (englisch Venice Classics) präsentiert seit 2012 restaurierte Filmklassiker sowie Dokumentarfilme über das Filmemachen oder einzelne Filmschaffende. Bestandteil ist die Vergabe von Preisen für den am besten restaurierten Film und die beste Kinodokumentation, die von einer Jury aus 22 Filmstudenten unter Leitung von Costanza Quatriglio vergeben wird. In der zur Reihe Venezia Classici gehörenden Sparte Documentari lief der deutsche Dokumentarfilm 800 Mal Einsam – Ein Tag mit dem Filmemacher Edgar Reitz der Filmemacherin Anna Hepp.
| Titel                                               | Originaltitel                      | Regie                | Produktionsland                  | Erscheinungs- jahr |
| --------------------------------------------------- | ---------------------------------- | -------------------- | -------------------------------- | ------------------ |
| Crash                                               | Crash                              | David Cronenberg     | Kanada                           | 1996               |
| Das verbrecherische Leben des Archibaldo de la Cruz | Ensayo de un crimen                | Luis Buñuel          | Mexiko                           | 1955               |
| Der Tod eines Bürokraten                            | La muerte de un burócrata          | Tomás Gutiérrez Alea | Kuba                             | 1966               |
| Ekstase                                             | Ekstase                            | Gustav Machatý       | Tschechoslowakei, Österreich     | 1933               |
| Francisca                                           | Francisca                          | Manoel de Oliveira   | Portugal                         | 1981               |
| La Commare Secca                                    | La Commare Secca                   | Bernardo Bertolucci  | Italien                          | 1962               |
| The Hills of Marlik                                 | Tappehha-ye Marlik (تپه‌های مارلیک) | Ebrahim Golestan     | Iran                             | 1964               |
| The House Is Black                                  | Khaneh siah ast (خانه سیاه است)    | Forough Farrokhzad   | Iran                             | 1962               |
| Die unglaubliche Geschichte des Mister C.           | The Incredible Shrinking Man       | Jack Arnold          | USA                              | 1957               |
| Maria Zef                                           | Maria Zef                          | Vittorio Cottafavi   | Italien                          | 1981               |
| Mauri                                               | Mauri                              | Merata Mita          | Neuseeland                       | 1988               |
| New York, New York                                  | New York, New York                 | Martin Scorsese      | USA                              | 1977               |
| Out of the Blue                                     | Out of the Blue                    | Dennis Hopper        | Kanada, USA                      | 1980               |
| The Red Snowball Tree                               | Kalina krasnaya (Калина красная)   | Vasily Shukshin      | Sowjetunion                      | 1973               |
| Wirbel                                              | Sodrásban                          | István Gaál          | Ungarn                           | 1964               |
| Die Strategie der Spinne                            | Strategia del ragno                | Bernardo Bertolucci  | Italien                          | 1970               |
| Tiro al piccione                                    | Tiro al piccione                   | Giuliano Montaldo    | Italien                          | 1961               |
| Tomorrow Is My Turn                                 | Le Passage du Rhin                 | André Cayatte        | Frankreich, Deutschland, Italien | 1960               |
| König der Gauchos                                   | Way of a Gaucho                    | Jacques Tourneur     | USA                              | 1952               |
| Die bittere Liebe                                   | Lo sceicco bianco                  | Federico Fellini     | Italien                          | 1952               |

### Sconfini
| Film                                    | Regie                                  | Land                 |
| --------------------------------------- | -------------------------------------- | -------------------- |
| Chiara Ferragni – Unposted              | Elisa Amoruso                          | Italien              |
| Effetto domino                          | Alessandro Rossetto                    | Italien              |
| Les épouvantails                        | Nouri Bouzid                           | Tunesien, Frankreich |
| Il varco                                | Federico Ferrone und Michele Manzolini | Italien              |
| American Skin                           | Nate Parker                            | USA                  |
| Beyond the Beach: The Hell and the Hope | Graeme A. Scott und Buddy Squires      | UK                   |

## Unabhängige Filmreihen

### Settimana Internazionale della Critica
Die italienische Filmkritikervereinigung Sindacato Nazionale Critici Cinematografici Italiani veranstaltet die Internationale Kritikerwoche (Settimana Internazionale della Critica – SIC), bei der internationale Debütfilme von einer unabhängigen Kommission ausgewählt werden. Sie ist nach dem Vorbild der „Quinzaine des Réalisateurs“ bei den Filmfestspielen von Cannes entstanden.
| Film                                 | Regie                | Land                                              | Darsteller (Auswahl) |
| ------------------------------------ | -------------------- | ------------------------------------------------- | -------------------- |
| Jeedar El Sot / All This Victory     | Ahmad Ghossein       | Libanon, Frankreich, Katar                        |                      |
| Partenonas / Parthenon               | Mantas Kvedaravičius | Lettland, Ukraine, Frankreich                     |                      |
| Der Prinz / El Príncipe / The Prince | Sebastián Muñoz      | Chile, Argentinien, Belgien                       |                      |
| Psykosia / Psychosia                 | Marie Grahtø         | Dänemark, Finnland                                |                      |
| Rare Beasts                          | Billie Piper         | UK                                                |                      |
| Sayidat Al Bahr / Scales             | Shahad Ameen         | Vereinigte Arabische Emirate, Irak, Saudi-Arabien |                      |
| Tony Driver                          | Ascanio Petrini      | Italien, Mexiko                                   |                      |

| Film                         | Regie         | Land                                   | Mitwirkende |
| ---------------------------- | ------------- | -------------------------------------- | ----------- |
| Bombay Rose (Eröffnungsfilm) | Gitanjali Rao | UK, Indien, Frankreich                 |             |
| Sanctorum (Abschlussfilm)    | Joshua Gil    | Mexiko, Katar, Dominikanische Republik |             |

### Giornate degli Autori – Venice Days
| Film                               |                                        | Regie               | Land                                              |
| ---------------------------------- | -------------------------------------- | ------------------- | ------------------------------------------------- |
| 5 Is the Perfect Number            | 5 è il numero perfetto                 | Igort               | Italien, Belgien, Frankreich                      |
| Auf der Couch in Tunis             | Un divan à Tunis                       | Manele Labidi Labbé | Tunesien, Frankreich                              |
| Beware of Children                 | Barn                                   | Dag Johan Haugerud  | Norwegen, Schweden                                |
| Eine größere Welt                  | Un monde plus grand                    | Fabienne Berthaud   | Frankreich, Belgien                               |
| Corpus Christi                     | Boże Ciało                             | Jan Komasa          | Polen, Frankreich                                 |
| Lingua Franca                      | Lingua Franca                          | Isabel Sandoval     | USA, Philippinen                                  |
| The Long Walk                      | Bor Mi Vanh Chark (ບໍ່ມີວັນຈາກ)            | Mattie Do           | Laos                                              |
| Mit 20 wirst du sterben            | You Will Die at Twenty                 | Amjad Abu Alala     | Sudan, Frankreich, Ägypten, Deutschland, Norwegen |
| Die Verschwundene (Eröffnungsfilm) | Only the Animals / Seules les bêtes    | Dominik Moll        | Frankreich, Deutschland                           |
| They Say Nothing Stays the Same    | Aru sendo no hanashi (ある 船頭 の 話) | Joe Odagiri         | Japan                                             |
| The Weeping Woman                  | La Llorona                             | Jayro Bustamante    | Guatemala, Frankreich                             |

| Film                                |                       | Regie    | Land       |
| ----------------------------------- | --------------------- | -------- | ---------- |
| Time of the Untamed (Abschlussfilm) | Les chevaux voyageurs | Bartabas | Frankreich |

| Film                        |                                   | Regie                          | Land             |
| --------------------------- | --------------------------------- | ------------------------------ | ---------------- |
| Burning Cane                | Burning Cane                      | Phillip Youmans                | USA              |
| House of Cardin             | House of Cardin                   | P. David Ebersole, Todd Hughes | USA              |
| Mondo Sexy                  | Mondo Sexy                        | Mario Sesti                    | Italien          |
| My Brother Chases Dinosaurs | Mio fratello rincorre i dinosauri | Stefano Cipani                 | Italien, Spanien |
| Il prigioniero              | Il prigioniero                    | Federico Olivetti              | Italien          |
| Scherza con i fanti         | Scherza con i fanti               | Gianfranco Pannone             | Italien          |

| Film           | Regie        | Land         |
| -------------- | ------------ | ------------ |
| #17 Shako Mako | Hailey Gates | Italien, USA |
| #18 Brigitte   | Lynne Ramsay | Italien, UK  |

## Auszeichnungen
Internationaler Wettbewerb um den Goldenen Löwen
- Goldener Löwe als Ehrenpreis für ein Lebenswerk: Julie Andrews und Pedro Almodóvar
- Goldener Löwe: Joker  – Regie: Todd Phillips
- Silberner Löwe – Großer Preis der Jury: J’accuse – Regie: Roman Polański
- Silberner Löwe – Beste Regie: Roy Andersson (Über die Unendlichkeit)
- Coppa Volpi – Bester Darsteller: Luca Marinelli (Martin Eden)
- Coppa Volpi – Beste Darstellerin: Ariane Ascaride (Gloria Mundi – Rückkehr nach Marseille)
- Bestes Drehbuch: Yonfan (Ji Yuan Tai Qi Hao (No.7 Cherry Lane))
- Spezialpreis der Jury: La mafia non è più quella di una volta – Regie: Franco Maresco
- Marcello-Mastroianni-Preis: Toby Wallace (Milla Meets Moses)

Orizzonti
- Bester Film: Atlantis – Regie: Walentyn Wassjanowytsch
- Beste Regie: Théo Court (Blanco en Blanco)
- Spezialpreis der Jury: Verdict – Regie: Raymund Ribay Gutierrez
- Beste Darstellerin: Marta Nieto (Madre)
- Bester Darsteller: Sami Bouajila (Bik Eneich – Un Fils)
- Bestes Drehbuch: Jessica Palud, Philippe Lioret, Diastème (Revenir)
- Bester Kurzfilm: Darling – Regie: Saim Sadiq
- Kurzfilm-Nominierung für den Europäischen Filmpreis 2019: Cães que Ladram aos Pássaros – Regie: Leonor Teles

Preis für den besten Debütfilm
- Emir Kusturica vergab als Jurypräsident den „Luigi De Laurentiis Venice Award“ („Lion of the Future“) für den besten Debütfilm des Festivals. Weitere Jurymitglieder waren Antonietta De Lillo, Hend Sabry, Terence Nance und Michael Werner.
- Der Preis ging an Mit 20 wirst du sterben von Amjad Abu Alala.[23]

Venezia Classici
- Beste Filmdokumentation: Babenco, Alguém Tem que Ouvir o Coração e Dizer: Parou – Regie: Bárbara Paz
- Bester restaurierter Film: Ekstase – Regie: Gustav Machatý

Venice Virtual Reality
- Bester VR-Film: The Key – Regie: Céline Tricart
- Best VR Experience Award (für interaktiven Content): A Linha – Regie: Ricardo Laganaro
- Best VR Story Award (für linearen Content): Daughters of Chibok – Regie: Joel Kachi Benson

Weitere Preise
- Campari Passion for Film Award: Luca Bigazzi[24]
- Jaeger-LeCoultre Glory to the Filmmaker Award: Costa-Gavras[25]
- Kinéo International Award: Sienna Miller[26]
- Giornate degli Autori: SIAE Award: Marco Bellocchio für Il Traditore – Als Kronzeuge gegen die Cosa Nostra (Il traditore)[27]
- ARCA CinemaGiovani Award | ARCA CinemaGiovani:[28]
  - Best Italian Film in Venice: Martin Eden von Pietro Marcello
  - Best Film of Venezia 76: Ema von Pablo Larraín
- Brian Award | UAAR (Unione degli Atei e degli Agnostici Razionalisti): Die perfekte Kandidatin von Haifaa al-Mansour
- CICT – UNESCO „Enrico Fulchignoni“ Award | CICT – UNESCO (Conseil International du Cinema et de la Télévision): 45 Seconds of Laughter von Tim Robbins
- Edipo Re Award | Edipo Re, Università degli Studi di Padova: Corpus Christi von Jan Komasa
- Fanheart3 Award | Associazione Fanheart3
  - Graffetta d’Oro for Best Film: Joker von Todd Phillips
  - Nave d’Argento for Best OTP: MILLA/MOSES für Milla Meets Moses von Shannon Murphy
  - VR Fan Experience: Wolves in the Walls von Pete Billington
- FEDIC Award | Federazione Italiana dei Cineclub
  - Best Film: Sole von Carlo Sironi
  - Special Mention FEDIC: Nevia von Nunzia De Stefano
  - Special Mention FEDIC for Best Short Film: Supereroi Senza Superpoteri von Beatrice Baldacci
- Filming Italy Award | Filming Italy Award, Sindacato Nazionale Critici Cinematografici Italiani, Best Movie
  - Sconfini Best Film: American Skin von Nate Parker
- FIPRESCI Award | FIPRESCI (International Federation of Film Critics): J’accuse von Roman Polański
  - Best Film from Orizzonti and parallel sections: Blanco en Blanco von Théo Court
- Francesco Pasinetti Award | Sindacato Nazionale Giornalisti Cinematografici Italiani
  - Best Film: Il Sindaco Del Rione Sanitá by Mario Martone
  - Best Actors: Francesco Di Leva und Massimiliano Gallo für Il Sindaco del Rione Sanità von Mario Martone
  - Best Actress: Valeria Golino für 5 è il numero perfetto von Igort, Adults in the Room von Costa-Gavras und Tutto il mio folle amore von Gabriele Salvatores
  - Special Prize: Citizen Rosi von Didi Gnocchi und Carolina Rosi
- GdA Director’s Award | Giornate degli Autori: La Llorona von Jayro Bustamante
- Europa Cinemas Label Award | Giornate degli Autori: Corpus Christi von Jan Komasa
- BNL Gruppo BNP Paribas – People’s Choice Award | Giornate degli Autori: Auf der Couch in Tunis von Manele Labidi
- Gillo Pontecorvo Award | Istituto Internazionale per il cinema e l’audiovisivo dei paesi latini, Associazione Gillo Pontecorvo
  - Miao Xiaotian, Präsident der China Film Coproduction Corporation (CFCC)
- Green Drop Award | Green Cross Italia: J’accuse von Roman Polański
  - Prize for Lifetime Achievement: Stefania Sandrelli
  - “Ecologia e Cultura” Special Edition: Claudio Bonivento
- HRNs Award – Special Prize for Human Rights | Human Rights Nights
  - Special Prize for Human Rights – HRNs: Les Épouvantails von Nouri Bouzid
  - Special Mention: Blanco en Blanco von Théo Court
- INTERFILM Award for Promoting Interreligious Dialogue | International Interchurch Film Organisation: Bik Eneich – Un Fils von Mehdi M. Barsaoui
- Lanterna Magica Award | C.G.S. (Cinecircoli Giovanili Socioculturali): Sole von Carlo Sironi
- Leoncino d’Oro Award | Agiscuola, UNICEF
  - Il Sindaco Del Rione Sanitá von Mario Martone
  - Cinema for UNICEF: The Painted Bird von Václav Marhoul
- Lizzani Award | ANAC (Associazione Nazionale Autori Cinematografici): Nevia von Nunzia De Stefano
- Fondazione Mimmo Rotella Award | Fondazione Mimmo Rotella: Giuseppe Capotondi, Donald Sutherland und Mick Jagger für The Burnt Orange Heresy von Giuseppe Capotondi
- NUOVOIMAIE TALENT AWARD | NUOVOIMAIE – i diritti degli artisti; in collaboration with Sindacato Nazionale Giornalisti Cinematografici Italiani
  - Best New Young Actor: Claudio Segaluscio
  - Best New Young Actress: Virginia Apicella
- La Pellicola d’Oro Award | Ass.ne Culturale „Articolo 9 Cultura & Spettacolo“ e S.A.S. Cinema
  - Best Stage Combat Expert: Emiliano Novelli für Martin Eden von Pietro Marcello
  - Best Costume Designer: Gabriella Lo Faro für Martin Eden von Pietro Marcello
  - Best Head Electrician: Ettore Abate für Il Sindaco Del Rione Sanitá von Mario Martone
- Queer Lion Award | Associazione di Promozione Sociale Queer Lion: Der Prinz von Sebastián Muñoz
- Sfera 1932 Award| Consorzio Venezia e il suo Lido con Seguso Vetri d’Arte – Murano dal 1397
  - Woman von Anastasia Mikova und Yann Arthus-Bertrand
  - Special Mention: Balloon von Pema Tseden
- Audience Award | Venice International Film Critics Week: All This Victory (Jeedar El Sot) von Ahmad Ghossein
- Grand Prize Venice International Film Critic’s Week – SIAE | Venice International Film Critics Week: All This Victory (Jeedar El Sot) von Ahmad Ghossein
- Verona Film Club Award | Venice International Film Critics Week: Scales (Sayidat Al Bahr) von Shahad Ameen
- Mario Serandrei - | Venice International Film Critics Week: All This Victory (Jeedar El Sot) von Ahmad Ghossein
- Award for Best Short Film SIC@SIC 2019 | Venice International Film Critics Week: Veronica non sa fumare von Chiara Marotta
- Award for Best Director SIC@SIC 2019 | Venice International Film Critics Week: Il nostro tempo von Veronica Spedicati
- Award for Best Technical Contribution SIC@SIC 2019  | Venice International Film Critics Week: Los océanos son los verdaderos continentes von Tommaso Santambrogio
- SIGNIS Award | SIGNIS International (World Catholic Association for Communication): Milla Meets Moses von Shannon Murphy
  - Lobende Erwähnung: Waiting for the Barbarians von Ciro Guerra
- Adele and Christopher Smithers Award | The Christopher D. Smithers Foundation: Milla Meets Moses von Shannon Murphy
- “Sorriso diverso” Award | Associazione studentesca UCL (L’università cerca lavoro)
  - Mio fratello rincorre i dinosauri von Stefano Cipani
  - Best Foreign Film:  J’accuse von Roman Polański
- Premio Soundtrack Stars Award | Free Event and Sindacato Nazionale Giornalisti Cinematografici Italiani
  - Best Soundtrack: Joker von Todd Phillips, Musik von Hildur Guðnadóttir
  - Spezialpreis: Milla Meets Moses von Shannon Murphy
  - Spezialpreis: Ferzan Özpetek[29]
- Premio UNIMED | UNIMED (Unione delle Università del Mediterraneo): Ema von Pablo Larraín